# Yves Pajot
Yves Pajot (* 20. April 1952 in La Baule-Escoublac) ist ein ehemaliger französischer Segler.

## Erfolge
Yves Pajot nahm mit seinem Bruder Marc an den Olympischen Spielen 1972 in München und 1976 in Montreal in der Bootsklasse Flying Dutchman teil. 1972 belegten sie hinter den Briten Christopher Davies und Rodney Pattison und vor Ullrich Libor und Peter Naumann aus Deutschland den zweiten Platz, womit sie die Silbermedaille erhielten. Vier Jahre darauf wurden sie Achte. Bei Weltmeisterschaften gewannen sie 1973 in Rochester zunächst Silber, ehe ihnen 1975 in der Abino Bay am Ontariosee der Titelgewinn gelang.
1987 war er Skipper der Mannschaft Marseilles Syndicate beim Louis Vuitton Cup.